# (16044) Kurtbachmann
(16044) Kurtbachmann est un astéroïde de la ceinture principale.

## Description
(16044) Kurtbachmann est un astéroïde de la ceinture principale. Il fut découvert le 6 avril 1999 à Socorro (Nouveau-Mexique) par le projet LINEAR. Il présente une orbite caractérisée par un demi-grand axe de 2,92 UA, une excentricité de 0,07 et une inclinaison de 1,5° par rapport à l'écliptique.

## Compléments